# Niohörning

En regelbunden nonagon.

En niohörning, nonagon eller enneagon är en polygon som består av nio (räta) linjestycken, som bildar en enkel sluten kurva. Summan av (de inre) vinklarna i en niohörning är alltid 1260°.

## Regelbundna niohörningar
En liksidig och likvinklig niohörning kallas för en regelbunden niohörning. För en sådan niohörning med sidlängd a är alltså vinkeln i varje hörn {\displaystyle \textstyle {\frac {1}{9}}\cdot 1260^{\circ }=140^{\circ }}; och dess area A ges av:
{\displaystyle A={\frac {9}{4}}a^{2}\cot {\frac {\pi }{9}}\approx 6,18182a^{2}}.
Regelbundna niohörning är inte konstruerbara med passare och omärkt linjal, trots att talet nio är 3·3 och alltså en produkt av fermatprimtal. Orsaken är att samma fermatprimtal (nämligen F1 = 3) förekommer flera gånger som faktor. Nio är det minsta hörnantalet med denna egenskap. Däremot kan sådana niohörningar konstrueras om man också använder en neusiskonstruktion.
Den kompletta grafen {\displaystyle K_{9}} ritas oftast som en regelbunden niohörning med alla diagonalerna utritade: